# Roza Mira

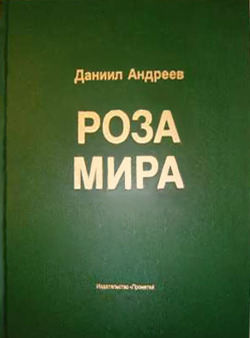
Roza Mira (Роза Мира en russe) de Daniel Andreïev, page de couverture de la première édition (1991).

Roza Mira (en russe : Роза Мира), littéralement La Rose du Monde en français, est une œuvre mythologique et philosophique à caractère utopique de l'écrivain russe Daniel Andreïev, éditée pour la première fois en 1991 en douze livres, mais rédigée durant les années de prison de l'auteur entre 1947 et 1957. Écrit en russe, elle a été traduite en anglais en 1997 sous le titre The Rose of the World.
Roza Mira aurait été inspirée par les visions mystiques d'Andreïev en prison. Il y décrit de façon détaillée les nombreuses couches de réalité spirituelle qui entourent la Terre, ainsi que la prochaine religion appelée « Roza Mira », qui devra unir tous les peuples et tous les États. Il y annonce les événements tragiques associés à la venue de l'Antéchrist, mais aussi sa chute et la rédemption universelle de l'humanité.

## L’œuvre

### Le «Siècle d'Or» et la venue de l'Antéchrist
Roza Mira se présente d'abord sous la forme d'une utopie sociale, fondée sur une critique de la société contemporaine et dessinant l'idéal d'une « humanité radieuse et harmonieuse », affranchie des tyrannies et des « guerres suicidaires ». Ce projet de société doit se réaliser « sans effusion de sang et sans violence », contrairement à tous les idéaux sociopolitiques du passé comme du présent.
Le projet de société exposé dans Roza Mira est une fédération mondiale d'États, chapeautée par une instance de contrôle éthique, dont l'activité conjuguée garantirait :
- « l'éducation d'un homme moralement grandi »
- « l'abondance matérielle et un excellent niveau de culture pour la population de tous les pays »
- « une aide permettant à l'humanité de mettre en valeur ses plus hautes facultés et de suivre les principes d'un art porteur de la Lumière »
- « la réconciliation des Églises chrétiennes et leur libre union avec toutes les religions tendant vers la Lumière »
- « La transformation de la planète en un jardin »
- « La transfiguration de la Fédération mondiale des États en une Fraternité »

Toute l'attention est portée sur l'éducation spirituelle de l'homme, en vue d'insuffler l'esprit et la Lumière au monde. Dans ce but, Andreïev prévoit que soit placé à la tête de la « Rose du monde » des hommes d'une force spirituelle exceptionnelle, possédant « les trois dons suprêmes que sont l'esprit de justice, l'intuition des vérités religieuses dont l'art est le messager, et le génie artistique ». Ainsi se réalisera le « Siècle d'Or » (ou « Âge d'Or ») de l'humanité, qui prendra fin quand se flétrira la Rose du monde, quand ni ses guides suprêmes, ni l'humanité elle-même ne seront plus en mesure d'empêcher que ne se réalise la prophétie de l'Apocalypse sur la venue de l'Antéchrist. 
Andreïev met en garde contre le culte d'une « technique démoniaque », culte destructeur pour l'âme des hommes, dans lequel l'humanité sombrera vraisemblablement durant le Siècle d'Or. Ce sont justement les immenses possibilités de la technique que l'Antéchrist utilisera pour étendre sa domination sur le monde et l'humanité.

### La fin des temps
L'eschatologie de Roza Mira est fondamentalement optimiste et ne s'arrête donc pas à la venue de l'Antéchrist. En effet, son règne est lui aussi destiné à finir, lorsque s'accomplira la deuxième prophétie, celle du retour de Jésus-Christ. 
Andreïev reprend le concept antique d' « éon » pour désigner les grandes étapes de la lutte entre Dieu et Lucifer, entre les forces du Bien et de la Lumière et celles du Mal et des Ténèbres. Le premier éon s'achève par la victoire des forces de la Lumière, la mort de l'Antéchrist et le Jugement dernier sur les vivants et les morts. Seuls quelques « justes » seront alors sauvés, tandis que toute la « démono-humanité » (l'ensemble des âmes corrompues) sera châtiée, plongée dans les Abysses infernaux.
Le deuxième éon, règne millénaire des justes, verra au contraire « le salut de tous sans exception », la transformation de l'enfer en purgatoire, et celle du purgatoire en havre de guérison spirituelle. À partir de là, l'humanité souffrante s’élèvera, de strate en strate, jusqu'aux mondes de la Lumière. C'est alors que « l'histoire finira », que « le règne d'une harmonie universelle [...] ne cessera de s'amplifier, et constituera la substance même du temps ». Seul le démon Gagtungr, encore maître de la planète Terre, persévérera dans sa luttre contre Dieu et Jésus-Christ. Quand enfin il leur dira « Oui ! », pourra débuter le troisième éon, dont l'enjeu est la rédemption du Démon lui-même. 

### Le cosmos spirituel
La structure du monde décrite dans Roza Mira est extrêmement complexe et comprend, par delà la réalité physique, de multiples strates « spirituelles ou relevant d'une matérialité différente ». A ces dernières, Andreïev donne aussi le nom de strates « trans-physiques », car leur matérialité n'est pas la nôtre et possède des dimensions spatio-temporelles différentes. Les processus à l’œuvre dans ces strates « d'une autre existence » transparaissent dans les événements historiques de notre monde, et constituent ce qu'Andreïev appelle la « méta-histoire ». C'est la méta-histoire qui détermine l'histoire humaine et qui permet d'en comprendre les ressorts. L'histoire de l'Empire russe, de la Russie soviétique et de la culture russe est interprétée dans cette perspective.  
La strate physique, dans laquelle nous vivons, s'appelle « l'Enfor » et s'étend dans un continuum quadridimensionnel. De là part une série ascendante, celle des « mondes de la Lumière », et une autre, descendante – les « mondes du Châtiment » (ou anti-mondes du démon). Andreïev les décrit dans une « langue symbolique » inventée spécialement par lui. Les forces associées aux mondes de la Lumière sont dirigées par la volonté de Dieu, et permettent à tout ce qui existe d'aller vers la perfection et l'épanouissement spirituel. A ce processus s'opposent les puissances ténébreuses, « l'anti-monde démoniaque », lui aussi composé de strates. 
Pour étudier les différentes strates du cosmos spirituel, Andreïev explore trois champs de connaissance :
1. celui de la méta-histoire, révélée en partie par les mythes
2. celui du monde trans-physique, qui se manifeste dans les visions mystiques
3. celui de l'univers entier en son devenir, dont Roza Mira constitue la révélation.

### La religion de l'avenir
Dans Roza Mira, Andreïev entreprend la synthèse de toutes les religions et spiritualités qui « tendent vers la Lumière », identifiées métaphoriquement aux pétales d'une unique « fleur de spiritualité » au sens où chacune d'elles participe d'une même « religion universelle » à venir. Cette religion supérieure est nommée « inter-religion », ou « pan-religion », ou encore « intelligence mystique et conciliaire de l'humanité vivante ». 
Bien que penseur religieux, Andreïev considère qu'entre sa pensée et la science, il « n'y a et ne saurait y avoir aucun point d'achoppement […] Elles traitent de matières différentes […] et sur les réalités que proclame La Rose du monde, la science est encore muette à ce jour ». Mais il s'oppose fermement au matérialisme et à l'athéisme, car ils empêchent de voir les strates spirituelles qui existent par delà les choses sensibles du monde d'ici-bas. 
La religion de l'avenir est présentée par Andreïev sur un mode mythologique. En effet, le mythe ne procède pas selon lui d'un « état enfantin » et passager de la conscience de l'humanité ; il est la composante nécessaire de toute « méta-culture » tournée vers « une réalité supérieure trans-physique ». La cosmogonie, la « méta-histoire » et l'eschatologie développées dans Roza Mira, d'une grande complexité, sont également d'ordre mythologique, et leur connaissance passe nécessairement par l'inspiration mystique.

## Source principale
- G. Streltsova, « Daniel Andreïev », dans F. Lesourd (dir.), Dictionnaire de la philosophie russe, Lausanne, L'Âge d'Homme, 1995/2007, p. 43-47.